# Belgijski frank
Belgijski frank je belgijska valuta. 

## Zgodovina
Osvojitev večine zahodne Evrope s strani revolucionarne in nato napoleonske Francije je povzročila razširjeno kroženje francoskega franka. Na avstrijskem Nizozemskem (današnja Belgija) je frank nadomestil kronenthaler. Ob ustanovitvi Kraljevine Nizozemske pa je frank zamenjal nizozemski guldun.
Približno dve leti po razglasitvi neodvisnosti od Kraljevine Nizozemske 5. junija 1832 je nova Kraljevina Belgija sprejela svoj frank, enakovreden francoskemu franku, leta 1848 je sledil Luksemburg, leta 1850 pa Švica. V času nacionalne združitve je Italija, kjer je že obstajala lira Kraljevine Sardinije, leta 1862 sprejela liro na podobni osnovi.
Leta 1865 so Francija, Belgija, Švica, Italija in Luksemburg ustanovile Latinsko monetarno unijo (Grčija se jim je pridružila leta 1868), ki je predvidevala, da bi morala vsaka država članica imeti svojo nacionalno valuto (frank, lira, drahma) v vrednosti 4,5 g srebra ali 290,322 mg čistega zlata.